# Capito dayi
Capito dayi là một loài chim trong họ Capitonidae.

## Hình ảnh

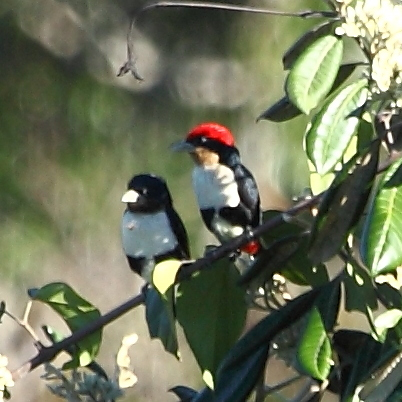
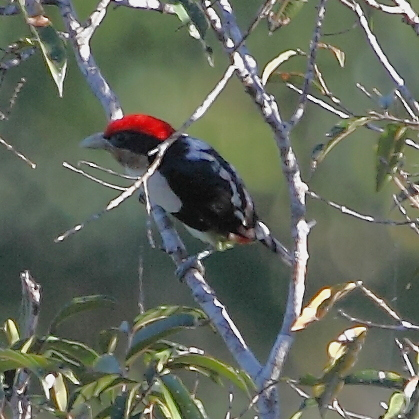